# Nicéforo Hexacionita
Nicéforo (em grego medieval: Νικηφόρος) ou Nicóforo (em latim: Nicophorus), também chamado Hexacionita (em latim: Hexakionites) ou Exaconta por Liuprando de Cremona, foi um oficial bizantino do século X.

## Vida

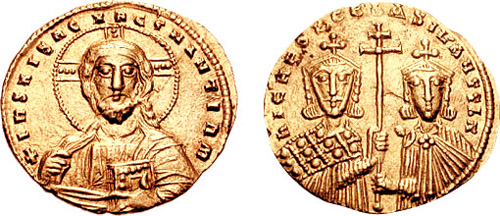
Histameno de r. e r.

Aparece em 963, quando já é descrito como patrício. Na ocasião parece ter tido um comando no Oriente, pois é citado entre aqueles que incitaram Nicéforo II (r. 963–969) a levantar-se contra o governo em Constantinopla e tornar-se imperador. Em data incerta antes de 965, era antípato e estratego de Salonica. Nessa função, decidiu um litígio, pois é referido em documento como "juiz provincial". Também apresentou documento (que não sobreviveu) ao mosteiro de Colobu em Ierisso, na Calcídica, no qual confirmava os seus direitos e parte do país de Arseniceia em Siderucáusia; a decisão foi confirmada pelo juiz Nicolau em 995.
Nicéforo nomeou-o, aparentemente após a derrota de Nicetas e Manuel Focas em 964, como novo magistro e comandante-em-chefe da Itália (como estratego da Calábria e Itália). Segundo Lupo Protoespatário, chegou após 1 de setembro de 965 em Bari. Parece ter ordenado a construção de navios no sul da Itália, como evidenciado pela Vida de Nilo, levando um aumento dos impostos durante o qual, especialmente em Rossano, os navios quilhados foram queimados e os capitães foram mortos. Quando Nicéforo tentou punir os rebeldes, foi aplacado por Nilo de Rossano, optando por baixar os impostos locais e repreender o coletor de impostos Gregório Maleíno. Pouco depois, foi morto numa batalha natal contra os árabes em Régio, talvez numa ofensiva contra a Sicília, aquela que foi, durante muito tempo, a última grande tentativa dos bizantinos de recuperar o equilíbrio na Sicília.